# Mistrzostwa Polski w Pływaniu na krótkim basenie 2011
Mistrzostwa Polski w Pływaniu na krótkim basenie 2011 odbyły się w Poznaniu w dniach 15–18 grudnia 2011 roku.
Najwięcej medali zdobyła pływaczka AZS AWF Warszawa Karolina Szczepaniak – 8 (w tym pięć złotych), przed swoją koleżanką klubową Otylią Jędrzejczak – 7 (w tym pięć złotych).

## Medaliści

### Mężczyźni
| Konkurencja:        | Złoto:                                    | Czas     | Srebro:                                   | Czas     | Brąz:                                   | Czas     |
| Styl dowolny        |                                           |          |                                           |          |                                         |          |
| Mężczyźni 50 m      | Filip Wypych Trójka Łódź                  | 21,82    | Kacper Majchrzak KS Warta                 | 22,13    | Jakub Pasula AZS AWF Warszawa           | 22,23    |
| Mężczyźni 100 m     | Paweł Werner MKS Juvenia Wrocław          | 47,53    | Filip Wypych Trójka Łódź                  | 48,15    | Kacper Majchrzak KS Warta               | 48,36    |
| Mężczyźni 200 m     | Paweł Werner MKS Juvenia Wrocław          | 1.45,41  | Radosław Bor Korner Zielona Góra          | 1.46,70  | Filip Bujoczek WKS Śląsk Wrocław        | 1.47,24  |
| Mężczyźni 400 m     | Michał Szuba Śląsk Wrocław                | 3.46,88  | Mateusz Sawrymowicz MKP Szczecin          | 3.47,01  | Filip Zaborowski MKP Szczecin           | 3.48,57  |
| Mężczyźni 800 m     | Mateusz Sawrymowicz MKP Szczecin          | 7.44,80  | Michał Szuba Śląsk Wrocław                | 7.53,88  | Krzysztof Pielowski AZS UWM Olsztyn     | 7.53,92  |
| Mężczyźni 1500 m    | Mateusz Sawrymowicz MKP Szczecin          | 14.41,16 | Michał Szuba Śląsk Wrocław                | 15.05,09 | Karol Zaczyński AZS AWF Katowice        | 15.07,75 |
| Styl grzbietowy     |                                           |          |                                           |          |                                         |          |
| Mężczyźni 50 m      | Krzysztof Jankiewicz Nawa Skierniewice    | 24,42    | Jakub Jasiński Korner Zielona Góra        | 24,50    | Marcin Unold AZS AWF Katowice           | 24,69    |
| Mężczyźni 100 m     | Krzysztof Jankiewicz Nawa Skierniewice    | 52,52    | Jakub Jończyk WKS Śląsk Wrocław           | 53,97    | Mateusz Wysoczyński Jordan Kraków       | 54,12    |
| Mężczyźni 200 m     | Krzysztof Jankiewicz Nawa Skierniewice    | 1.55,63  | Mateusz Wysoczyński Jordan Kraków         | 1.57,43  | Adam Dubiel MTP Lublinianka             | 1.57,95  |
| Styl klasyczny      |                                           |          |                                           |          |                                         |          |
| Mężczyźni 50 m      | Przemysław Gorczyca AZS AWFiS Gdańsk      | 27,62    | Filip Rowiński UKS "G-8 Bielany’ Warszawa | 27,68    | Piotr Puciło AZS UWM Olsztyn            | 27,77    |
| Mężczyźni 100 m     | Filip Rowiński UKS "G-8 Bielany’ Warszawa | 1.00,17  | Przemysław Gorczyca AZS AWFiS Gdańsk      | 1.00,45  | Dawid Szulich Delfin Legionowo          | 1.00,55  |
| Mężczyźni 200 m     | Sławomir Kuczko AZS AWF Warszawa          | 2.07,85  | Mateusz Pacholczyk MTP Kormoran Olsztyn   | 2.10,94  | Maciej Certa AZS AWF Warszawa           | 2.12,03  |
| Styl motylkowy      |                                           |          |                                           |          |                                         |          |
| Mężczyźni 50 m      | Marcin Babuchowski MKS "Trójka" Łódź      | 23,66    | Maciej Lewandowski KP MZOS Płock          | 23,67    | Oskar Krupecki MKP Szczecin             | 23,90    |
| Mężczyźni 100 m     | Marcin Babuchowski MKS "Trójka" Łódź      | 51,87    | Oskar Krupecki MKP Szczecin               | 52,85    | Mateusz Andrzejczak MKS Juvenia Wrocław | 53,31    |
| Mężczyźni 200 m     | Michał Poprawa AZS AWF Katowice           | 1.55,89  | Oskar Krupecki MKP Szczecin               | 1.57,38  | Piotr Łuczak AZS AGH Kraków             | 1.57,67  |
| Styl zmienny        |                                           |          |                                           |          |                                         |          |
| Mężczyźni 100 m     | Jan Świtkowski UKS Skarpa Lublin          | 55,08    | Filip Wypych MKS "Trójka" Łódź            | 55,46    | Adam Plutecki Korner Zielona Góra       | 55,89    |
| Mężczyźni 400 m     | Łukasz Wójt Polski Związek Pływacki       | 4.10,34  | Jan Świtkowski UKS Skarpa Lublin          | 4.15,76  | Karol Zaczyński AZS AWF Katowice        | 4.16,90  |
| Sztafety            |                                           |          |                                           |          |                                         |          |
| Styl dowolny        |                                           |          |                                           |          |                                         |          |
| Mężczyźni 4 × 100 m | AZS AWF Katowice                          | 3.16,63  | MKS Juvenia Wrocław                       | 3.18,46  | WKS Śląsk Wrocław                       | 3.19,88  |
| Mężczyźni 4 × 200 m | AZS AWF Katowice                          | 7.17,03  | WKS Śląsk Wrocław                         | 7.17,35  | MKP Szczecin                            | 7.19,23  |
| Styl zmienny        |                                           |          |                                           |          |                                         |          |
| Mężczyźni 4 × 50 m  | AZS AWF Katowice                          | 1.39,28  | Korner Zielona Góra                       | 1.39,34  | MKS Juvenia Wrocław                     | 1.39,89  |
| Mężczyźni 4 × 100 m | AZS AWF Katowice                          | 3.35,77  | Korner Zielona Góra                       | 3.38,74  | WKS Śląsk Wrocław                       | 3.40,89  |

### Kobiety
| Konkurencja:      | Złoto:                                         | Czas            | Srebro:                                         | Czas     | Brąz:                                              | Czas     |
| Styl dowolny      |                                                |                 |                                                 |          |                                                    |          |
| Kobiety 50 m      | Aleksandra Urbańczyk MKS "Trójka" Łódź         | 24,34           | Katarzyna Wilk AZS AWF Katowice                 | 25,22    | Anna Dowgiert WKS Śląsk Wrocław                    | 25,62    |
| Kobiety 100 m     | Diana Sokołowska MKS Juvenia Białystok         | 54,45 RPJun U15 | Katarzyna Wilk AZS AWF Katowice                 | 54,59    | Aleksandra Urbańczyk MKS "Trójka" Łódź             | 54,87    |
| Kobiety 200 m     | Otylia Jędrzejczak AZS AWF Warszawa            | 1.57,44         | Diana Sokołowska MKS Juvenia Białystok          | 1.58,06  | Karolina Szczepaniak AZS AWF Warszawa              | 1.58,11  |
| Kobiety 400 m     | Karolina Szczepaniak AZS AWF Warszawa          | 4.06,45         | Donata Kilijańska KSZO Ostrowiec Świętokrzyski  | 4.08,04  | Aleksandra Bernat KS Warta                         | 4.12,66  |
| Kobiety 800 m     | Donata Kilijańska KSZO Ostrowiec Świętokrzyski | 8.34,38         | Aleksandra Bernat KS Warta                      | 8.37,30  | Joanna Zachoszcz Słowianka Gorzów Wielkopolski     | 8.41,53  |
| Kobiety 1500 m    | Donata Kilijańska KSZO Ostrowiec Świętokrzyski | 16.25,22        | Joanna Zachoszcz Słowianka Gorzów Wielkopolski  | 16.32,48 | Aleksandra Bernat KS Warta                         | 16.33,94 |
| Styl grzbietowy   |                                                |                 |                                                 |          |                                                    |          |
| Kobiety 50 m      | Aleksandra Urbańczyk MKS "Trójka" Łódź         | 26,76 RPSen     | Klaudia Naziębło MKS Juvenia Wrocław            | 27,87    | Anna Porzelska MKP "Słowianka" Gorzów Wielkopolski | 28,30    |
| Kobiety 100 m     | Alicja Tchórz MKS Juvenia Wrocław              | 59,07           | Klaudia Naziębło MKS Juvenia Wrocław            | 1.00,29  | Agnieszka Krzyżostaniak MKP Szczecin               | 1.00,81  |
| Kobiety 200 m     | Alicja Tchórz MKS Juvenia Wrocław              | 2.07,59         | Klaudia Naziębło MKS Juvenia Wrocław            | 2.10,59  | Ludwika Szynal UKS Skarpa Lublin                   | 2.10,67  |
| Styl klasyczny    |                                                |                 |                                                 |          |                                                    |          |
| Kobiety 50 m      | Karolina Szczepaniak AZS AWF Warszawa          | 31,56           | Ewa Ścieszko AZS-UŁPŁ Łódź                      | 31,70    | Dominika Sztandera AZS UWM Olsztyn                 | 31,91    |
| Kobiety 100 m     | Weronika Paluszek Śląsk Wrocław                | 1.08,67         | Paulina Zachoszcz Słowianka Gorzów Wielkopolski | 1.09,37  | Dominika Sztandera AZS UWM Olsztyn                 | 1.09,53  |
| Kobiety 200 m     | Weronika Paluszek Śląsk Wrocław                | 2.26,68         | Paulina Zachoszcz Słowianka Gorzów Wielkopolski | 2.26,71  | Agnieszka Ostrowska AZS PWSZ Racibórz              | 2.28,01  |
| Styl motylkowy    |                                                |                 |                                                 |          |                                                    |          |
| Kobiety 50 m      | Anna Dowgiert WKS Śląsk Wrocław                | 26,34           | Sara Skrzydło WKS Śląsk Wrocław                 | 27,67    | Katarzyna Staszkiewicz WKS Śląsk Wrocław           | 27,72    |
| Kobiety 100 m     | Otylia Jędrzejczak AZS AWF Warszawa            | 58,18           | Diana Sokołowska MKS Juvenia Białystok          | 1.00,45  | Anna Dowgiert WKS Śląsk Wrocław                    | 1.00,47  |
| Kobiety 200 m     | Otylia Jędrzejczak AZS AWF Warszawa            | 2.07,08         | Oriana Kowalińska Kormoran Olsztyn              | 2.12,23  | Paulina Sikora Unia Oświęcim                       | 2.12,34  |
| Styl zmienny      |                                                |                 |                                                 |          |                                                    |          |
| Kobiety 100 m     | Alicja Tchórz Juvenia Wrocław                  | 1.00,94         | Karolina Urbańska AZS AWFiS Gdańsk              | 1.02,53  | Katarzyna Staszkiewicz WKS Śląsk Wrocław           | 1.03,40  |
| Kobiety 200 m     | Alicja Tchórz Juvenia Wrocław                  | 2.12,78         | Karolina Urbańska AZS AWFiS Gdańsk              | 2.15,08  | Anna Kozłowska MUKS Piętnastka Bydgoszcz           | 2.15,15  |
| Kobiety 400 m     | Karolina Szczepaniak AZS AWF Warszawa          | 4.38,89         | Paula Żukowska Zryw Opole                       | 4.44,66  | Karolina Urbańska AZS AWFiS Gdańsk                 | 4.46,15  |
| Sztafety          |                                                |                 |                                                 |          |                                                    |          |
| Styl dowolny      |                                                |                 |                                                 |          |                                                    |          |
| Kobiety 4 × 100 m | AZS AWF Warszawa                               | 3.44,44 RPSen   | WKS Śląsk Wrocław                               | 3.46,33  | Zryw Opole                                         | 3.48,91  |
| Kobiety 4 × 200 m | AZS AWF Warszawa                               | 8.07,26 RPSen   | Zryw Opole                                      | 8.15,86  | AZS AWF Katowice                                   | 8.15,98  |
| Styl zmienny      |                                                |                 |                                                 |          |                                                    |          |
| Kobiety 4 × 50 m  | WKS Śląsk Wrocław                              | 1.51,78 RPSen   | AZS AWF Warszawa                                | 1.55,46  | Unia Oświęcim                                      | 1.55,57  |
| Kobiety 4 × 100 m | WKS Śląsk Wrocław                              | 4.08,45         | MKP "Słowianka’ Gorzów Wielkopolski             | 4.11,49  | AZS AWF Warszawa                                   | 4.11,56  |